# Метод Ключ
Метод «Ключ» (также известен как синхрометод) — способ психофизиологической саморегуляции человека и использования энергии стрессового напряжения при решении своих задач. Разработан в начале 1980-х годов в Центре подготовки космонавтов имени Ю. А. Гагарина советским и российским ученым, кандидатом медицинских наук, Заслуженным врачом республики Дагестан врачом-психиатром Хасаем Магомедовичем Алиевым.

## Суть метода
Суть метода заключается в овладении навыком управления состоянием. Он базируется на анализе существующих методов психофизиологической саморегуляции и распространенных инстинктивных движений человека, направленных на освобождение от нервно-психического напряжения. В него входит модель функционирования мозга и ключевые приемы. Ключевые приемы — это комплекс упражнений, осуществляемых по идео-рефлекторному принципу, когда воображаемое движение выполняется рефлекторно.
Все упражнения модифицируются в поиске индивидуального и наиболее комфортного движения, осуществляемого с минимальными усилиями. Такой поиск по принципу «подбор путем перебора» в сочетании с размышлением о волнующей проблеме обеспечивает синхронизацию частоты движений с текущим состоянием. Это приводит к автоматическому снятию стрессового напряжения и появлению нейтрального состояния, которому в модели функционирования мозга придается особое значение.
В нейтральном "нулевом" состоянии организмом самопроизвольно восполняются дефициты, в первую очередь связанные со стрессовыми нагрузками и переутомлением, и включаются процессы оздоровления. В нем осознанно тренируется навык произвольного переключения состояний для получения состояния мобилизации, раскрепощения, внутреннего баланса, релаксации, медитации и боевого транса. Оно используется в психотерапии при лечении психосоматических заболеваний, страхов и зависимостей. В нем вырабатывается превентивно стрессоустойчивость с помощью воображаемого желаемого поведения в стрессовых ситуациях. Антистрессовая подготовка преднамеренно проводится в некомфортных условиях, в ней специально моделируется стресс, что обеспечивает стабильность навыка и возможность его воспроизведения в реальных условиях. В нейтральном состоянии спортсмены ментально отрабатывают желаемые действия. Кроме того, оно оптимально для любого вида творчества, поиска креативных решений, любого обучения и тренировки всевозможных навыков.
Метод не имеет противопоказаний для психически здоровых лиц. В остальных случаях его можно осваивать только под контролем врача.

## Применение
В 1981—1983 годах молодой психиатр Хасай Алиев разработал методику моделирования состояния невесомости у космонавтов в земных условиях и преодоления стресса и перегрузки с помощью идеомоторных движений.
Затем метод был внедрён на предприятия для ослабления влияния человеческого фактора и защиты здоровья работников. Это были операторы микросборки заводов ПО «Позистор» МЭП СССР в 1983—1986 годах и диспетчеры-энергетики «Дагэнерго» в 1990—1998 годах.
В 1987 году Минздрав СССР рекомендовал метод для снижения стресса и утомляемости у работающего человека, оптимизации процессов обучения и тренировки, психопрофилактики и коррекции невротических нарушений и психосоматических заболеваний. В этих направлениях метод развивается и в настоящее время.
Роспатент зарегистрировал инновацию № 1785711 «Способ снижения утомления», а в 1995 году — № 2041721 «Способ психофизиологической саморегуляции и устройство для стимуляции».
В последующие годы метод использовался в качестве антистрессовой подготовки спортсменов перед соревнованиями, испытателей программы «Марс-500», военных (в том числе персонала перед входом в атомоход «К-141 «Курск»»), сотрудников МВД, ФСБ и МЧС России, для школьников и студентов, в проведении психологической экспресс-реабилитации пострадавших в терактах в Кизляре, Каспийске, Ессентуках, Беслане и Москве и других. Широкое применение находит опубликованный в учебнике физкультуры для старшеклассников комплекс упражнений метода Ключ - Синхрогимнастика.

## Издания
- Алиев Х. М. Ключ к себе: Этюды о саморегуляции. — М.: Молодая гвардия, 1990.
- Исрапилова К. Ключ доктора Хасая. — Махачкала: Дагестанское книжное издательство, 1991. ISBN ИБ 2653
- Алиев Х. М. Уникальные приемы против стресса. — Махачкала, 1994.
- Алиев Х. М. Защита от стресса. Как сохранить и реализовать себя в современных условиях. — М.: Мартин, 1996.
- Алиев Х. М. Где взять силы для успеха. Система психофизиологической саморегуляции «Ключ». — СПб: Техинвест, 1998.
- Алиев Х. М. Антистрессовая подготовка для психологов, профориентаторов и социальных работников. — СПб: Техинвест, 1998.
- Алиев Х. М. Метод Ключ в борьбе со стрессом. — Ростов-на-Дону: Феникс, 2003.
- Алиев Х. М. Своё лицо или формула счастья. — М.: Олма Пресс, 2004
- Алиев Х. М. Ключ к себе. Разблокирование скрытых возможностей. — М.: Вече, 2008.
- Алиев Х. М. Метод «Ключ». Разблокируй свои возможности. Реализуй себя. — СПб.: Питер, 2009.
- Алиев Х. М. Метод «Ключ». Открой свой мир! Включи внутренние резервы. — СПб.: Питер, 2011.
- Алиев Х. М. Укрощение стресса. — М.: Эксмо, 2011. ISBN 978-5-699-49077-6
- Dr. Aliev, Hasai. The Synchromethod. A Key to New Heights of Inner Freedom, Stress Resistance and Creativity. — Bloomington USA: AuthorHouse Publishing, 2011. — P. 204 p. — ISBN 978-1456779115.
- Aliev, Hasai. La clé de soi (Texte imprimé : la méthode «la clé» permet d'éliminer le stress et d’atteindre des hauteurs inaccessibles jusqu’alors / Hasaï Aliev; version française réalisée par Jean-Paul Touzé ; traduit du russe par Sylvie Templeur). — Paris: Economica-Anthropos, 2009. — 172 с. — ISBN 978-2-7178-5728-3.